# Lövholmtjärnen
Lövholmtjärnen är en sjö i Härjedalens kommun i Härjedalen och ingår i Ljungans huvudavrinningsområde. Lövholmtjärnen ligger i Henvålen-Aloppan Natura 2000-område.